# 利昂涅爾·白耶
利昂涅爾·白耶（Lionel Baier，1976年12月13日—）是一名瑞士電影導演。自2003年以來，他執導了十多部作品。

## 影視作品
| 年份 | 標題            | 角色 | 備註 |
| ---- | --------------- | ---- | ---- |
| 2004 | 《Stupid Boy》  |      |      |
| 2014 | 《Longwave》    |      |      |
| 2015 | 《Vanity》      |      |      |
| 2018 | 《Shock Waves》 |      |      |

## 外部連結
- 利昂涅爾·白耶在互联网电影资料库（IMDb）上的資料（英文）